# Heinrich Pompeÿ
Heinrich Pompeÿ (* 20. November 1936 in Rheine) ist ein deutscher Theologe, Psychologe, Sozialethiker und Caritaswissenschaftler.

## Leben
Nach der Absolvierung einer Banklehre (1953–1955) und dem Abitur am Collegium Marianum in Neuss (1960) studierte Heinrich Pompeÿ Katholische Theologie, Psychologie und Philosophie an der Westfälischen Wilhelms-Universität Münster und schloss die Studien an der Julius-Maximilians-Universität Würzburg mit den akademischen Graden des Lic. theol. (1964) und des Dipl.-Psych. (1971) ab. 1966 wurde er in Würzburg mit der Dissertation „Die Bedeutung der Medizin für die kirchliche Seelsorge im Selbstverständnis der sogenannten Pastoralmedizin. Eine bibliographisch-historische Untersuchung bis zur Mitte des 19. Jahrhunderts“ zum Doktor der Theologie promoviert. 1973 habilitierte er sich an der Julius-Maximilians-Universität in Würzburg mit der Arbeit „Fortschritt der Medizin und christliche Humanität. Der Dienst der Praktischen Theologie an einer Medizin im Umbruch“ für das Fach Pastoraltheologie und lehrte dort zwischen 1974 und 1978 als Universitätsdozent. 1978 wurde er zum Extraordinarius für Pastoraltheologie und Pastoralpsychologie an der Universität Würzburg ernannt.
1988 erhielt er den Ruf zum Ordinarius und Direktor des 1925 errichteten Instituts für Caritaswissenschaft und christliche Sozialarbeit an der Albert-Ludwigs-Universität in Freiburg im Breisgau, das er bis 2004 leitete. Seit 2004 ist er Honorarprofessor an der Katholischen Universität San Antonio in Murcia (Spanien). 2005 übernahm er den Lehrstuhl für Christliche Sozialarbeit an der Theologischen Kyrill und Methodius-Fakultät der Palacký-Universität Olomouc. Zudem lehrt er Caritaswissenschaften an der Gustav-Siewerth-Akademie.
Pompey ist Mitglied zweier katholischer Studentenverbindungen, dem KStV Walhalla Würzburg und der Brisgovia Freiburg im KV.

## Werk
Heinrich Pompeÿ widmete sich in der ersten Phase seiner wissenschaftlichen Laufbahn in Würzburg insbesondere den Fragen zum Verhältnis von Psychologie, Medizin und Theologie und begründete aus theologischer Perspektive die Interaktion von Theologie und Humanwissenschaften für das pastoral-psychologische wie für das sozial-diakonische Handeln der Kirche. Dabei ist besonders sein Ansatz der Beziehungstheologie hervorzuheben (Pompey: LThK3, Freiburg 1994, 358–359).
Aufgrund seiner langjährigen Mitarbeit in der Katholischen Ehe-, Familien- und Lebensberatung wurden Ehe und Familie ein weiterer Schwerpunkt seiner Forschung.
Die Erneuerung des Diakonats in den deutschen Diözesen nach dem II. Vatikanischen Konzil und die Einführung pastoraler Dienste für Laientheologen sind ein weiteres Feld, dem sich Pompeÿ in mehreren Publikationen widmete.
Mit der Übernahme des Lehrstuhls für Caritaswissenschaft 1988 in Freiburg erweiterten sich die Forschungsbereiche durch die Handlungsfelder der caritativen Arbeit (Armut, Alter, Sucht, Familien, Krankheit, Management etc.). Heinrich Pompeÿ aktualisierte christologische, trinitätstheologische wie ekklesiologische Aspekte der Caritastheologie und integrierte humanwissenschaftliche Erkenntnisse in die caritaswissenschaftliche Lehre und Forschung. Damit trug er in den 1990er Jahren entscheidend zur Profilierung der Caritaswissenschaft und zum Dialog der Theologie mit den Human- und Sozialwissenschaften bei, wie es auch die zahlreichen empirischen Forschungsarbeiten seiner Schüler (1994–2004 www.soziale-theologie.net) zeigen. 1993 führte Pompeÿ in Freiburg den staatlich anerkannten Diplomstudiengang Caritaswissenschaft (Dipl. Carwiss.) an der Theologischen Fakultät ein, der weiteren katholischen Fakultäten bzw. Universitäten als Modell diente und seit 2007 als Masterstudiengang fortgesetzt wird: Passau (1997), Paderborn (1999), Linz, Münster (seit 2003 Lic. theol. in Diakonik) und Murcia (seit 2005 Master in Sozialer Entwicklung). In der Auseinandersetzung um die Verabschiedung eines Leitbildes der Caritasverbände in Deutschland 1996 vertrat er ein klares theologisches Profil und unterstrich neben der institutionellen Caritasarbeit ihre kirchliche und gemeindliche Rückbindung. Bereits Anfang der 90er Jahre entstanden internationale Kooperationen mit Finnland, Slowenien, Polen, Rumänien, Russland, Südkorea, Tschechien, Slowakei, Ungarn etc. die zu intensiven interreligiösen und interkulturellen Gesprächen über das Hilfeverhalten und die Solidarität als weitere Forschungsperspektiven führten (siehe Schriften). Im Bereich des Managements kirchlicher Einrichtungen und Dienste beschäftigte sich Heinrich Pompey besonders mit dem Qualitätsmanagement. Seit der Veröffentlichung der Enzyklika „Deus caritas est“ (2006) unterstützt Prof. Pompeÿ die praktische Umsetzung dieses Grundlagendokuments in verschiedenen Kontexten (Universitäten, Gremien, Diözesen, Caritasverbände, Einrichtungen etc.).

## Schriften
Auszug aus den über 300 Publikationen von Heinrich Pompeÿ. Ein Gesamtregister bis 2015 fand sich auf der Website des Verfassers.
- Pompey, H., Die Bedeutung der Medizin für die kirchliche Seelsorge im Selbstverständnis der sogenannten Pastoralmedizin : eine bibliographisch-historische Untersuchung bis zur Mitte des 19. Jahrhunderts. Freiburg [u. a.]: Herder, 1968 (Untersuchungen zur Theologie der Seelsorge ; 23) Zugl.: Würzburg, Univ., Diss.
- Pompey, H., Fortschritt der Medizin und christliche Humanität : der Dienst der praktischen Theologie an einer Medizin im Umbruch. Würzburg: Echter, 1974. Zugl.: Würzburg, Univ., Habil.-Schr. u. d. T.: Pompey, Heinrich: Aporien und Grenzen der heutigen Pastoralanthropologie im Dienst an einer Medizin im Umbruch.
- Pompey, H. u. a. (Hrsg.), Praktisches Wörterbuch der Pastoral-Anthropologie. Sorge um den Menschen. Herder: Wien, 1975.
- Pompey, H., Die Rezeption der Psychologie durch die Seelsorgswissenschaften im Laufe der Geschichte, in: Wege zum Menschen 30 (1978), 412-423.
- Pompey, H., Theologisch-soteriologische Perspektiven des Verhältnisses von Seelsorge und Humanwissenschaften, in: Lebendige Seelsorge 30 (1979), 283-293.
- Pompey, H., Seelsorgliches Gespräch. Lehrbrief D 2 von „Theologie im Fernkurs“, Studiengang Pastorale Dienste, 1. Überarbeitete Auflage 1996 der Fassung von 1980, Würzburg 1996.
- Pompey, H., The Telos and Ethos of Pain and Suffering, in: Recent Results in Cancer Research. Vol. 89, Berlin 1984, 28-32.
- Pompey, H., Psychisch Kranke und die Heilssendung der Kirche. Theologisch anthropologische Aspekte des Dienstes der Gemeinden für leidende Menschen, in: Caritas 87 (1986), 83–95.
- Pompey, H., Theologisch-psychologische Grundbedingungen der seelsorglichen Beratung, in: Lade, E. (Hrsg.), Christliches ABC heute und morgen. Handbuch für Lebensfragen und kirchliche Erwachsenenbildung, Bad Homburg 1978 ff. (Ergänzungslieferung Nr. 6, 1986), 179–209.
- Pompey, H., Helfen und Heilen aus ökologisch systemischer Sicht, in: Caritas 90, Freiburg 1990, 23-35.
- Pompey, H., Zur Geschichte der Pastoralpsychologie, in: Baumgartner, I. (Hrsg.), Handbuch der Pastoralpsychologie, Regensburg 1990, 23–40.
- Pompey, H., Der Weg der Kirche ist der Mensch, in: Greshake, G. (Hrsg.), Ruf Gottes – Antwort des Menschen, Würzburg 1991, 146–177.
- Glatzel N.; Pompey H. (Hrsg.), Barmherzigkeit oder Gerechtigkeit? Zum Spannungsfeld von christlicher Sozialarbeit und christlicher Soziallehre, Freiburg, Lambertus 1991.
- Pompey, H., Das Profil der Caritas und die Identität ihrer Mitarbeiter/-innen, in: Caritas 93 Freiburg 1992, 11-40.
- Pompey, H., Psychosoziale Aspekte von Armut und Verarmung, in: Rauscher, A. (Hrsg.), Mönchengladbacher Gespräche 14, Probleme der sozialen Sicherungssysteme, Köln 1993, 163-210.
- Pompey, H., Heilen und Helfen aus der Kraft des Glaubens – Aspekte einer Spiritualität der Krankenpflege, in: Texte '93, hrsg. v. Caritasverband für das Erzbistum Paderborn e. V., Paderborn 1993, 1-16.
- Pompey, H., Beziehungstheologie, in: LThK3, Freiburg 1994, 358-359.
- Pompey, H., Caritas, in: LThK3, Freiburg 1994, 947-950.
- Pompey, H., Caritaswissenschaft, in: LThK3, Freiburg 1994, 953.
- Pompey, H., Caritatives Engagement – Lernort des Glaubens und der Gemeinschaft, Effizienzuntersuchung eines Grund- und eines Aufbaukurses zum Kennenlernen theologischer Aspekte des Leitbildes sozial-diakonischer Hilfe und zur Sensibilisierung der Mitwirkenden für den communialen, dienstgemeinschaftlichen Charakter kirchlicher Sozialdienste, Würzburg 1994.
- Pompey, H., Wissenschaftlicher Aufbaustudiengang „Caritaswissenschaft“ für Postgraduierte an der Universität Freiburg im Breisgau, in: Furger, F. u. a. (Hrsg.), Jahrbuch für christliche Sozialwissenschaften, 36. Band, Münster 1995. Ebenso in: Camillianum, Rivista dell' Instituto Internazionali di Teolologia Pastorale Sanitaria 6 (1995), 321-323.
- Pompey, H., Nolte, M., Mehr Profil durch eine Spiritualität des Helfens, in: Lebendige Seelsorge 47 (1996), 130–133.
- Pompey, H., Barmherzigkeit – Leitwort christlicher Diakonie, in: Die neue Ordnung 51 (1997), 244–258.
- Pompey, H. (Hrsg.), Caritas – Das menschliche Gesicht des Glaubens: Ökumenische und internationale Anstöße einer Diakonietheologie, Würzburg 1997.
- Pompey, H., Biblical and theological foundations of charitable works, in: Acts of the World Congress on Charity, Rom 1999, 106-132.
- Pompey, H., Caritaswissenschaft im Dienst der caritativen Diakonie der Kirche. Was ist Caritaswissenschaft?, in: Theologie und Glaube 91 (2/2001), 189-223.
- Lazewski, W. / Pompey, H. / Skorowski, H. (Hrsg.), Caritas Christi urget nos. Caritas w Europie trzecim tysiacleciu, Caritas in Europe in the third millennium, Caritas in Europa im 3. Jahrtausend, Internationaler Caritaswissenschaftlicher Kongreß 22.–26. September 1999, Warszawa 2000. (polnisch / englisch / deutsch)
- Pompey, H., Caritas zwischen Ökonomisierung/Management und Anspruch der caritativ-diakonischen Praxis Jesu, in: Lüttig, J., / Schallenberg, P. (Hrsg.), Caritatives Handeln zwischen Bibel und Bilanz, Dortmund 2000, 5-54.
- Pompey, H., Caritas unter dem Anspruch Jesu, in: Die Neue Ordnung 54 (2000), 105-122.
- Pompey, H., Diakonie im interreligiösen und interkulturellen Dialog, in: Ruddat, G.; Schäfer, G.,K. (Hrsg.), Diakonisches Kompendium, Göttingen 2005, 158-186
- Pompey, H., Solidarität und Helfen in interreligiöser Perspektive entdecken lernen, in: Adam, G., Hanisch, H., Schmidt H., Zitt, R. (Hrsg.), Unterwegs zu einer Kultur des Helfens – Handbuch des diakonisch-sozialen Lernens. Stuttgart 2006, 115-129
- Horn, Jan Christoph; Pompey, Heinrich (Hg), Die Liebe Christi drängt uns (2 Kor 5,14). Caritaswissenschaftliche Forschung für caritativ diakonisches Engagement. Bd. 1–3. Neuenstedt: Book on Demand.
- Pompey, Heinrich, Die Enzyklika „Deus Caritas est“. Profilierung für die Caritas? In: Die Neue Ordnung 60, nr.2 (2006), 96-110.
- Pompey, Heinrich, Zur Neuprofilierung der caritativen Diakonie der Kirche. Die Enzyklika „Deus caritas est“. Kommentar und Auswertung. Würzburg: Echter 2007.
- Klasvogt, Peter; Pompey, Heinrich (Hrsg.), Liebe bewegt ... und verändert die Welt – Programmanzeige für eine Kirche, die liebt. Zur Enzyklika Deus caritas est Papst Benedikts XVI. Analysen – Perspektiven – Strategien. Paderborn: Bonifatius Verlag 2008.

## Mitarbeit in Kirchlichen Diensten und Gremien
- 1971–1978 therapeutischer Mitarbeiter der Katholischen Ehe-, Familien- und Lebensberatung in Würzburg.
- 1979–1984 Mitglied der Kommission 8 „Pastorale Grundfragen“ des Zentralkomitees der deutschen Katholiken.
- 1979–1989 Mitglied des Diözesanrats der Katholiken des Bistums Würzburg.
- 1980 bis 1988 Mitglied der Fachkommission für die Telefonseelsorge der Katholischen Bundesarbeitsgemeinschaft der Träger von Erziehungsberatungsstellen, Ehe-, Familien- und Lebensberatungsstellen und der Telefonseelsorge Bonn.
- 1982–1991 Berater der Pastoralkommission der Deutschen Bischofskonferenz.
- Seit 1982 beratendes Mitglied der Katholisch-Sozialethischen Arbeitsstelle (KSA) der Deutschen Bischofskonferenz (Prävention von Alkohol-, Drogen- und Sektenabhängigkeit).
- 1983 bis 2006 Fachexperte des Colloquium Europäischer Pfarrgemeinden – Colloque Européen des Paroisses (CEP).
- 1986–1989 pastoraler Beirat der Katholischen Glaubens-Information (kgi) Frankfurt.
- Seit 1989 Mitvorstand und Mitvorstand der AGJ – Fachverband für Prävention und Rehabilitation in der Erzdiözese Freiburg.
- 1991–2001 Berater der Caritaskommission der Deutschen Bischofskonferenz und Beirat des Sozialpsychiatrischen Dienstes / Psychosoziale Beratungsstelle Freiburg.ç
- 1992–1997 Wiss. Beirat des Deutschen Familienbundes.
- Seit 1993 Mitglied des Diözesancaritasrates Freiburg.
- Seit 1994 Mitglied des Trägervereins Marienhaus St. Johann e. V. für Alten- und Pflegeheime Freiburg.
- Seit 1995 Beirat des Helferkreises für werdende Mütter in Bedrängnis e. V. und des „Hauses des Lebens“ für unverhofft Schwangere in Freiburg.
- Seit 1995 Fachberater des CoLibri Qualitäts-Management Service, Denzlingen ().
- Seit 1996 beratendes Mitglied des Konsultationskreises des Sozialinstituts Kommende Dortmund des Erzbistums Paderborn.
- Seit 2000 Beirat der Fundaţia „Solidaritate şi Speranţă“ der rumänisch-orthodoxen Metropolie von Moldawien und Bukowina/Rumänien.

## Mitgliedschaft in wissenschaftlichen und sozialen Gemeinschaften/Vereinen
- Mitbegründer und Mitglied der Deutschen Gesellschaft für Pastoralpsychologie (DGfP).
- Mitglied des Verbandes der Katholischen Ehe- und Familienberater.
- Mitbegründer und Mitglied der Hospizvereine Freiburg und Dresden.
- Mitglied im CERCLE DE L’ILL Strasbourg/Frankreich.
- Seit 1988 Mitglied der Ethikkommission der Medizinischen Fakultät der Albert-Ludwigs-Universität Freiburg.
- Seit 2007 Experte der Konrad-Adenauer-Stiftung Abt. Internationale Zusammenarbeit Berlin.

## Auszeichnungen
- 2004 Ernennung zum Komtur des päpstlichen Gregoriusorden
- 2006 Verdienstkreuz am Bande des Verdienstordens der Bundesrepublik Deutschland
- 2008 Ernennung zum Komtur des päpstlichen Gregoriusorden mit Stern („Commendatore con placca dell'Ordine di San Gregorio Magno“)
- 2017 Ernennung Doctor Honoris Causa der Palacký-Universität Olmütz[2]
- 2019 Kommandeurkreuz pro Merito Melitensi des Souveränen Malteserordens Rom